# أيام التوبة العشرة

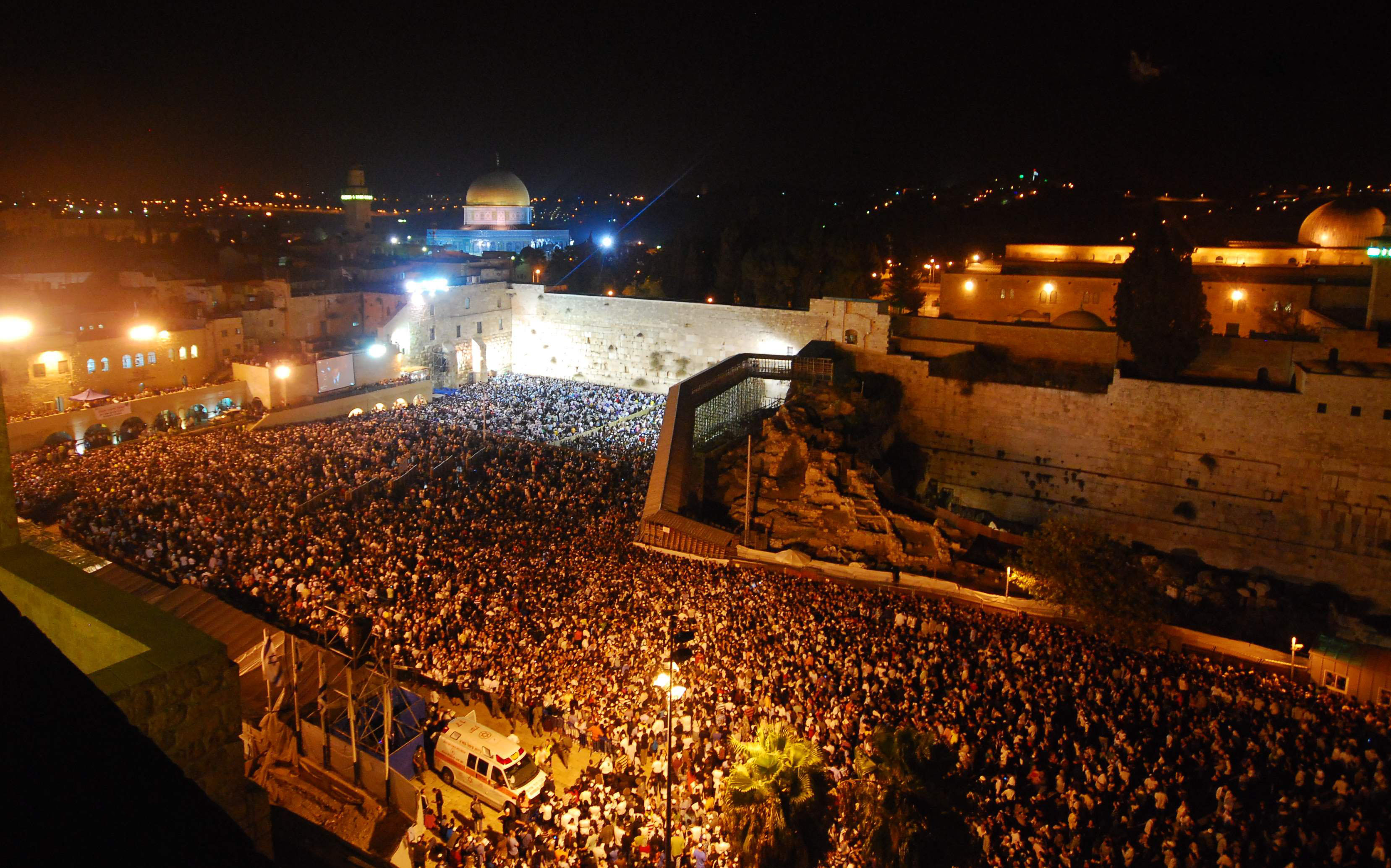
يهود يصلون صلاة السليحوت في حائط المبكى خلال أيام التوبة.

أيام التوبة العشرة (بالعبرية: עשרת ימי תשובה) هي فترة زمنية في الديانة اليهودية تمتد على مدى عشرة الأيام الأولى من شهر تشري، الشهر الأول من الأشهر في التقويم العبري. اليومان الأول والثاني من أيام التوبة هما يوما رأس السنة، اليوم الثالث هو صوم جدليا، واليوم العاشر والأخير من أيام التوبة هو يوم الغفران، في العاشر من تشري. تُعتبر الأيام العشرة فرصة للتأمل والتفكير في العام الماضي ولطلب المغفرة عن الذنوب والخطايا، حيث يتوجه المؤمنون بالتوبة والتقرب إلى الله من خلال الصلاة والصيام والأعمال الصالحة.

## الأهمية الدينية، الطقوس والممارسات
هناك تقليد خاص بصلاة إضافية تسمى سليحوت (סליחות)، حيث تُقرأ صلوات الاستغفار في كل ليلة خلال هذه الفترة، مع تركيز خاص في الصباح الباكر قبل الفجر. في الأيام العشرة يتم النفخ في الشوفار، وهو بوق مصنوع من قرن الكبش، لتنبيه الناس إلى أهمية التوبة. في يوم الغفران، يصوم اليهود لمدة 25 ساعة ويقومون بالصلاة طوال اليوم في الكنيس. يعتبر الصيام جزءًا أساسيًّا من التوبة، ويُعتبر يوم الغفران ذروة الأيام العشرة، حيث يتم فيه غفران الذنوب إذا ما تم الالتزام بالتوبة الصادقة.

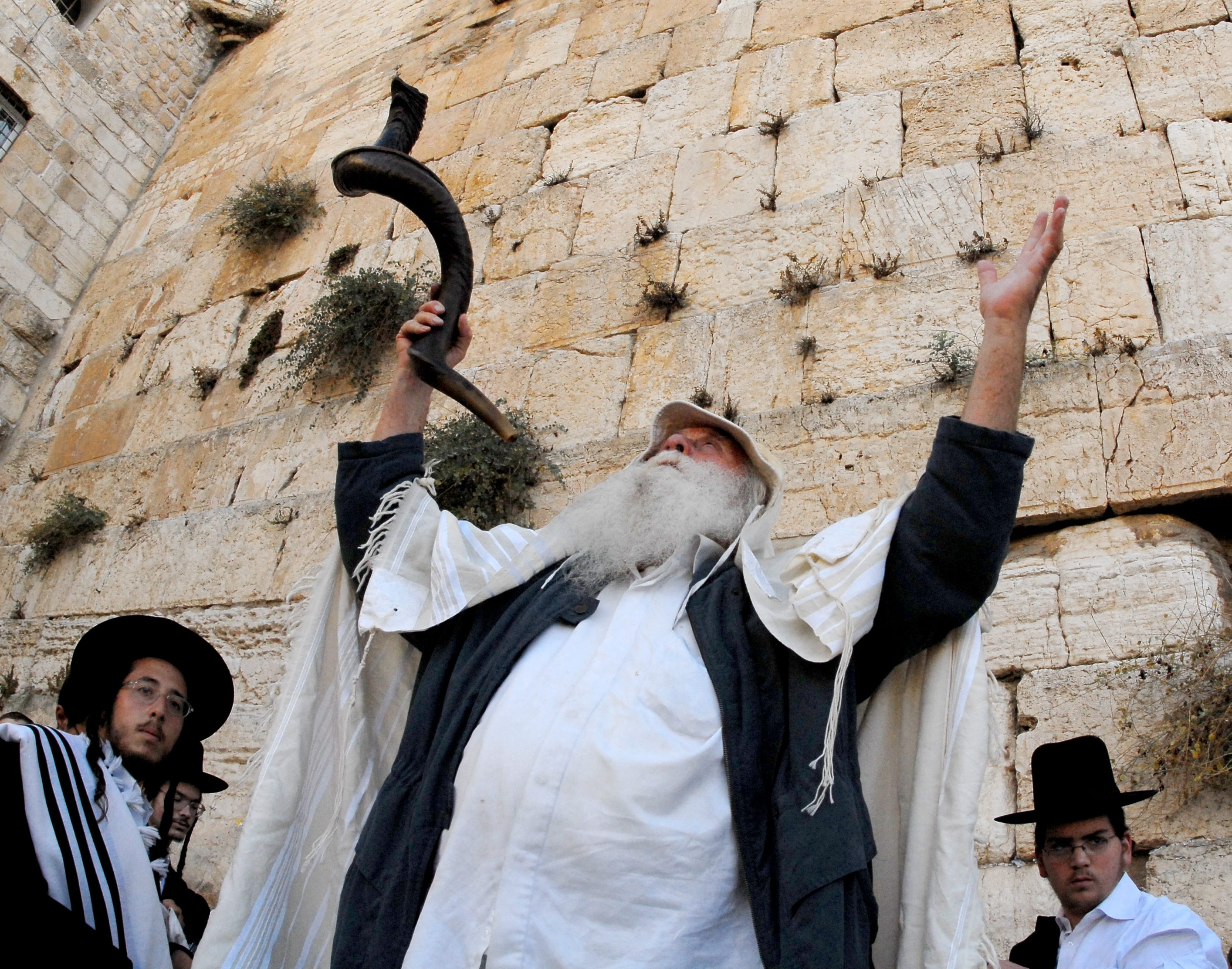
النفخ في الشوفار في حائط المبكى في إطار صلاة السليحوت خلال أيام التوبة

الأيام العشرة مرتبطة أيضًا بمفهوم الكتابة في "كتاب الحياة" و"كتاب الموت". وفقًا للمعتقدات اليهودية، يُكتب خلال رأس السنة الصالحون في "كتاب الحياة"، بينما يُكتب الأشرار في "كتاب الموت". بينهما توجد فئة متوسطة يُعتقد أنهم يُعطون فرصة للتوبة خلال هذه الأيام:
تُفتح ثلاثة كتب في رأس السنة: واحد لأهل الشر المطلقين، وآخر لأهل الخير المطلقين، وثالث لأهل الوسط. يُكتب ويُختم لأهل الخير المطلقين مباشرة للحياة، وأهل الشر المطلقين يُكتبون ويُختمون مباشرة للموت، وأهل الوسط يظلون معلقين من رأس السنة حتى يوم الغفران، فإن استحقوا يُكتبون للحياة، وإن لم يستحقوا يُكتبون للموت.